# الدوري اليوناني 1973–74
الدوري اليوناني لكرة القدم 1973–74 (باليونانية: Α΄ Εθνική ποδοσφαίρου ανδρών 1973-1974)‏ هو الموسم 15، و38 من  الدوري اليوناني لكرة القدم. الذي يشرف على تنظيمه الاتحاد الإغريقي لكرة القدم، وكان عدد الأندية المشاركة فيه  18، وفاز فيه نادي أولمبياكوس بعد أن لعب 34 مباراة وفاز بـ 26 منها.

## نتائج الموسم
| المركز | فريق            | لعب | ف  | ت | خ | له  | عليه | ف.أ | نقاط | ملاحظة |
| ------ | --------------- | --- | -- | - | - | --- | ---- | --- | ---- | ------ |
| 1      | نادي أولمبياكوس | 34  | 26 | 7 | 1 | 102 | 14   | +88 |      |        |